# Вела, Карлос
Ка́рлос Альбе́рто Ве́ла Гарри́до (исп. Carlos Alberto Vela Garrido, испанское произношение: [ˈkaɾ.los ˈβe.la]; род. 1 марта 1989, Канкун, Кинтана-Роо) — мексиканский футболист, игравший на позиции нападающего. Выступал за сборную Мексики.

## Клубная карьера

### Первые шаги
Карьера Карлоса началась в «Гвадалахаре», где он играл вместе с братом Алехандро. В 2005 году на U-17 чемпионате мира, проходившем в Перу, он внёс значительный вклад в победу своей команды. Карлос был ключевой фигурой в финальном матче против Бразилии, который завершился со счётом 3:0 в пользу Мексики. Вела с пятью мячами стал лучшим бомбардиром турнира и получил Золотую Бутсу.
После чемпионата мира, Хорхе Вергара, владелец и президент «Гвадалахары», предложил подписать с Карлосом профессиональный контракт. Семья футболиста переехала из поражённого штормом Канкуна с помощью клуба Карлоса. Свою привязанность к отцу, чей день рождения совпал с днём, когда Мексика выиграла у Бразилии в финале на ЧМ U-17, Вела показал, принеся кубок к трибуне, где сидел его отец, а также посвятив ему «Золотую бутсу».

### «Арсенал»
Выступление Велы на международной арене привлекло внимание к юному мексиканцу со стороны ряда крупных европейских клубов. В ноябре 2005 года «Арсенал» заключил с Карлосом пятилетний контракт. Его прежний клуб получил компенсацию в размере 125 тыс. фунтов, которая должна увеличиться до 550 тысяч после того, как Вела сыграет в 50 официальных матчах за лондонский клуб. Но так как Карлос не мог получить разрешения на работу в Англии, «Арсенал» был вынужден отправить его в аренду.

### Испания
До конца сезона 2005/06 Вела пребывал в «Сельте», однако не сыграл за неё ни одного матча, так как испанский клуб исчерпал свой лимит игроков не из стран ЕС. Следующий сезон он провёл в клубе второго дивизиона «Саламанке». Эта аренда оказалась удачной, за «Саламанку» Вела забил 8 голов и принял непосредственное участие в немалом количестве голевых атак.
По завершении сезона к футболисту проявил интерес ряд клубов из высшего испанского дивизиона. В итоге Карлос отправился в годичную аренду в «Осасуну» с возможностью продления аренды ещё на год. 31 октября 2007 года в матче против «Бетиса» Вела забил свой первый гол за «Осасуну». За эту игру он удостоился похвальных отзывов от испанской прессы.

### Возвращение в «Арсенал»
Годы, проведённые в Испании, позволили Карлосу получить гражданство этой страны, поэтому он получил возможность играть за «Арсенал». Несмотря на то, что в аренде Карлос в основном играл на левом фланге полузащиты, Арсен Венгер сказал, что видит Велу как нападающего, схожего по стилю игры с Эдуардо.
30 августа 2008 года Вела дебютировал за «Арсенал» в матче против «Ньюкасла». Первые голы пришли месяц спустя. 23 сентября в рамках Кубка лиги «Арсенал» разгромил «Шеффилд Юнайтед» со счётом 6:0. Карлос записал на свой счёт три мяча. Позднее его второй гол болельщики «Арсенала» назвали одним из 50 лучших голов «Арсенала» за последние 40 лет.
Его гол в ворота «Портсмута» 2 мая 2009 года сделал Карлоса вторым в истории мексиканцем, забивавшим в английской Премьер-лиге (после Хареда Борхетти).
Начало сезона 2009 Вела пропустил по причине травмы голеностопа, полученной во время пребывания в стане национальной сборной.
22 сентября Вела вернулся на поле. На 59-й минуте он вышел на замену в матче Кубка лиги против ВБА. Спустя 9 минут отличился Уотт, добив после удара Карлоса, а на 78-й минуте сам Вела забил гол. Матч закончился со счётом 2:0 в пользу «канониров».

### «Реал Сосьедад»
16 августа 2011 года футболист перешёл в испанский клуб «Реал Сосьедад» на правах годичной аренды.
17 июля 2012 года Карлос подписал четырёхлетний контракт с сан-себастьянцами.

### «Лос-Анджелес»
8 августа 2017 года стало известно о том, что в январе 2018 года Карлос Вела присоединится к футбольному клубу «Лос-Анджелес», став первым назначенным игроком новой франшизы MLS. Дебютировал за «Лос-Анджелес» в его первом матче, против «Сиэтл Саундерс» 4 марта 2018 года, поспособствовав выигрышу со счётом 1:0, отдав результативную передачу на гол Диего Росси. 10 марта 2018 года в матче против «Реал Солт-Лейк», завершившемся выигрышем со счётом 5:1, забил свой первый гол за «Лос-Анджелес». Вела был выбран капитаном команды звёзд MLS в Матче всех звёзд MLS 2018 против итальянского гранда «Ювентуса». По итогам сезона 2018 Вела был включён в символическую сборную MLS.
30 марта 2019 года в матче против «Сан-Хосе Эртквейкс», завершившемся выигрышем со счётом 5:0, оформил свой первый хет-трик за «Лос-Анджелес». Всего в марте забил шесть голов и отдал три голевые передачи в пяти матчах, за что был назван игроком месяца в MLS. В апреле забил пять голов и отдал две голевые передачи в пяти матчах, и второй раз подряд стал игроком месяца в MLS. Второй год подряд был выбран капитаном сборной MLS в Матче всех звёзд MLS 2019 против испанского «Атлетико Мадрид». В сентябре забил семь голов в пяти матчах, и выиграл свою третью награду игрока месяца в MLS. По итогам сезона 2019 Вела выиграл «Золотую бутсу» лучшего бомбардира MLS c 34 голами, что стало новым рекордом результативности в лиге, во второй раз был включён в символическую сборную MLS и был признан самым ценным игроком MLS.
В марте 2020 года Вела стал обладателем грин-карты и в MLS перестал считаться иностранным игроком. 22 августа 2020 года в лос-анджелесском дерби против «Гэлакси» получил травму медиальной коллатеральной связки левого колена, из-за чего пропустил два месяца. Был отобран на Матч всех звёзд MLS 2021, но пропустил игру из-за травмы. 28 июня 2022 года Вела перезаключил контракт с «Лос-Анджелесом» на сезон 2023. Был отобран на Матч всех звёзд MLS 2022 против сборной звёзд Лиги MX. По итогам сезона 2022, в котором забил 12 голов и отдал 12 голевых передач, в третий раз был включён в символическую сборную MLS. По окончании сезона 2023 срок контракта Велы с «Лос-Анджелесом» и стороны провели переговоры о новом контракте.

## Национальная сборная
Вела выступал на чемпионате мира U-17, который проходил в 2005 году в Перу. Карлос сыграл важную роль в победе своей команды, став лучшим бомбардиром турнира.
В то время, когда Вела пребывал в аренде в «Осасуне», он был вызван во взрослую сборную страны. Карлос дебютировал в товарищеском матче против Бразилии. 18 октября 2007 года в матче с Гватемалой он забил свой первый гол за национальную сборную.
Вела был вызван на матчи плей-офф против Белиза и подготовительные товарищеские матчи. 8 июня 2008 года он забил свой второй гол за сборную в товарищеском матче против Перу, который завершился со счетом 4:0. В следующем матче он забил Белизу. 21 июня в ответном матче он вновь забил Белизу.
Летом 2009 года Карлос выступал за сборную на Золотом кубке КОНКАКАФ. В первом матче он забил в ворота Никарагуа, однако через 5 минут вынужден был покинуть поле из-за травмы, полученной в результате нарушения правил игрока соперников. Были опасения, что Карлос сломал ногу, но рентген показал, что опасения напрасны. В полуфинале против Коста-Рики Вела вышел на замену на 81-й минуте. Основное и дополнительное время закончилось с ничейным результатом, поэтому были назначены 11-метровые удары. Вела пробивал пятым и его гол вывел Мексику в финал, где её соперником стала сборная США. Первый тайм финального поединка закончился со счетом 0:0, и тренер мексиканцев принял решение выпустить Карлоса на поле. После этого ход поединка изменился. Быстрые перемещения и умные пасы Велы позволили Мексике одержать победу со счетом 5:0. Вела отдал пас Дос Сантосу, когда был заработан пенальти, затем он принял участие в комбинации, которая привела ко второму голу, после этого сам забил третий, и отдал голевую передачу, когда забивался четвёртый.

### Конфликт с федерацией футбола Мексики и отказ выступать на Чемпионате мира
В сентябре 2010 года Карлос Вела вместе с ещё одни своим партнёром по сборной Эфраином Хуаресом были на 6 месяцев отстранены от выступлений за национальную сборную Мексики. Причиной послужило нарушение кодекса поведения в команде — после товарищеского матча против сборной Колумбии (1:0), состоявшегося 11 сентября 2010 года в Мехико, игроки самовольно решили устроить вечеринку в одном из отелей Монтеррея, куда также были приглашены девушки легкого поведения. По словам спортивного директора сборной Нестора де ла Торре, инициаторами гулянки выступили Вела и Хуарес.
После данного наказания от федерации форвард отказался от выступлений на Золотом кубке КОНКАКАФ в 2011 году и на Олимпийских играх в Лондоне.
4 февраля 2014 года Карлос Вела, проводивший в составе «Реал Сосьедад» один из своих лучших сезонов в клубной карьере, заявил, что отказывается от выступления за сборную Мексики на чемпионате мира в Бразилии.

## Достижения

### Командные
- Победитель юношеского чемпионата мира U-17: 2005
- Обладатель Золотого кубка КОНКАКАФ: 2009, 2015
- Чемпион MLS (обладатель Кубка MLS): 2022
- Победитель регулярного чемпионата MLS: 2019, 2022

### Личные
- Лучший бомбардир юношеского чемпионата мира: 2005 (5 мячей)
- Игрок месяца Ла Лиги: декабрь 2013, ноябрь 2014
- Игрок месяца в MLS: март 2019, апрель 2019, сентябрь 2019
- Участник Матча всех звёзд MLS: 2018, 2019, 2022
- Член символической сборной MLS: 2018, 2019, 2022
- Лучший бомбардир MLS: 2019 (34 мяча)
- Самый ценный игрок MLS: 2019
- Член символической сборной Лиги чемпионов КОНКАКАФ: 2020[32], 2022[33]

## Статистика

### Клубная карьера
| Выступление      | Выступление      | Выступление      | Лига | Лига | Кубок | Кубок | Кубок лиги | Кубок лиги | Континент. | Континент. | Прочие | Прочие | Итого | Итого |
| Клуб             | Лига             | Сезон            | Игры | Голы | Игры  | Голы  | Игры       | Голы       | Игры       | Голы       | Игры   | Голы   | Игры  | Голы  |
| ---------------- | ---------------- | ---------------- | ---- | ---- | ----- | ----- | ---------- | ---------- | ---------- | ---------- | ------ | ------ | ----- | ----- |
| Саламанка        | Сегунда          | 2006/07          | 31   | 8    | 1     | 0     | —          | —          | —          | —          | —      | —      | 32    | 8     |
| Саламанка        | Итого            | Итого            | 31   | 8    | 1     | 0     | —          | —          | —          | —          | —      | —      | 32    | 8     |
| Осасуна          | Ла Лига          | 2007/08          | 33   | 3    | 0     | 0     | —          | —          | —          | —          | —      | —      | 33    | 3     |
| Осасуна          | Итого            | Итого            | 33   | 3    | 0     | 0     | —          | —          | —          | —          | —      | —      | 33    | 3     |
| Арсенал          | Премьер-лига     | 2008/09          | 14   | 1    | 4     | 1     | 3          | 4          | 8          | 0          | —      | —      | 29    | 6     |
| Арсенал          | Премьер-лига     | 2009/10          | 11   | 1    | 2     | 0     | 2          | 1          | 5          | 0          | —      | —      | 20    | 2     |
| Арсенал          | Премьер-лига     | 2010/11          | 4    | 1    | 1     | 0     | 4          | 0          | 4          | 2          | —      | —      | 13    | 3     |
| Арсенал          | Итого            | Итого            | 29   | 3    | 7     | 1     | 9          | 5          | 17         | 2          | —      | —      | 62    | 11    |
| Вест Бромвич     | Премьер-лига     | 2010/11          | 8    | 2    | —     | —     | —          | —          | —          | —          | —      | —      | 8     | 2     |
| Вест Бромвич     | Итого            | Итого            | 8    | 2    | —     | —     | —          | —          | —          | —          | —      | —      | 8     | 2     |
| Реал Сосьедад    | Ла Лига          | 2011/12          | 35   | 12   | 2     | 0     | —          | —          | —          | —          | —      | —      | 37    | 12    |
| Реал Сосьедад    | Ла Лига          | 2012/13          | 35   | 14   | 2     | 0     | —          | —          | —          | —          | —      | —      | 37    | 14    |
| Реал Сосьедад    | Ла Лига          | 2013/14          | 37   | 16   | 7     | 2     | —          | —          | 8          | 3          | —      | —      | 52    | 21    |
| Реал Сосьедад    | Ла Лига          | 2014/15          | 29   | 9    | 1     | 1     | —          | —          | 2          | 0          | —      | —      | 32    | 10    |
| Реал Сосьедад    | Ла Лига          | 2015/16          | 35   | 5    | 1     | 0     | —          | —          | —          | —          | —      | —      | 36    | 5     |
| Реал Сосьедад    | Ла Лига          | 2016/17          | 35   | 9    | 4     | 1     | —          | —          | —          | —          | —      | —      | 39    | 10    |
| Реал Сосьедад    | Ла Лига          | 2017/18          | 13   | 1    | 2     | 0     | —          | —          | 2          | 0          | —      | —      | 17    | 1     |
| Реал Сосьедад    | Итого            | Итого            | 219  | 66   | 19    | 4     | —          | —          | 12         | 3          | —      | —      | 250   | 73    |
| Лос-Анджелес     | MLS              | 2018             | 28   | 14   | 2     | 1     | —          | —          | —          | —          | 1      | 0      | 31    | 15    |
| Лос-Анджелес     | MLS              | 2019             | 31   | 34   | 3     | 2     | —          | —          | —          | —          | 2      | 2      | 36    | 38    |
| Лос-Анджелес     | MLS              | 2020             | 7    | 4    | —     | —     | —          | —          | 5          | 5          | 1      | 0      | 13    | 9     |
| Лос-Анджелес     | MLS              | 2021             | 20   | 5    | —     | —     | —          | —          | —          | —          | —      | —      | 20    | 5     |
| Лос-Анджелес     | MLS              | 2022             | 32   | 12   | 3     | 0     | —          | —          | 1          | 0          | 3      | 0      | 39    | 12    |
| Лос-Анджелес     | MLS              | 2023             | 34   | 9    | 0     | 0     | —          | —          | 10         | 5          | 5      | 0      | 49    | 14    |
| Лос-Анджелес     | Итого            | Итого            | 152  | 78   | 8     | 3     | —          | —          | 16         | 10         | 12     | 2      | 188   | 93    |
| Всего за карьеру | Всего за карьеру | Всего за карьеру | 472  | 160  | 35    | 8     | 9          | 5          | 45         | 15         | 12     | 2      | 573   | 190   |

### Международная карьера
| Сборная | Год   | Игры | Голы |
| ------- | ----- | ---- | ---- |
| Мексика | 2007  | 2    | 1    |
| Мексика | 2008  | 11   | 3    |
| Мексика | 2009  | 9    | 3    |
| Мексика | 2010  | 11   | 2    |
| Мексика | 2011  | 2    | 0    |
| Мексика | 2014  | 2    | 2    |
| Мексика | 2015  | 11   | 4    |
| Мексика | 2016  | 1    | 0    |
| Мексика | 2017  | 15   | 3    |
| Мексика | 2018  | 8    | 1    |
| Всего   | Всего | 72   | 19   |